# Integrated Truss Structure
El Integrated Truss Structure (ITS o estructura de carcassa integrada) és un conjunt de components espacials que formen l'espina dorsal de l'Estació Espacial Internacional, amb suport per a logistic carriers no pressuritzats, radiadors, panells solars, i altres equipaments.
En els plans inicials de l'Estació Espacial Freedom, es van usar diversos dissenys per la gelosia. Tots ells fets per a ser embarcats com a bigues on serien muntades, i el seu equipament instal·lat per un astronauta en passeigs espacials, després del seu llançament. Després del redisseny de 1991, la NASA la va fer més curta, amb peces prefabricades que fossin més fàcils d'instal·lar.

## Components

### Estructura Z1

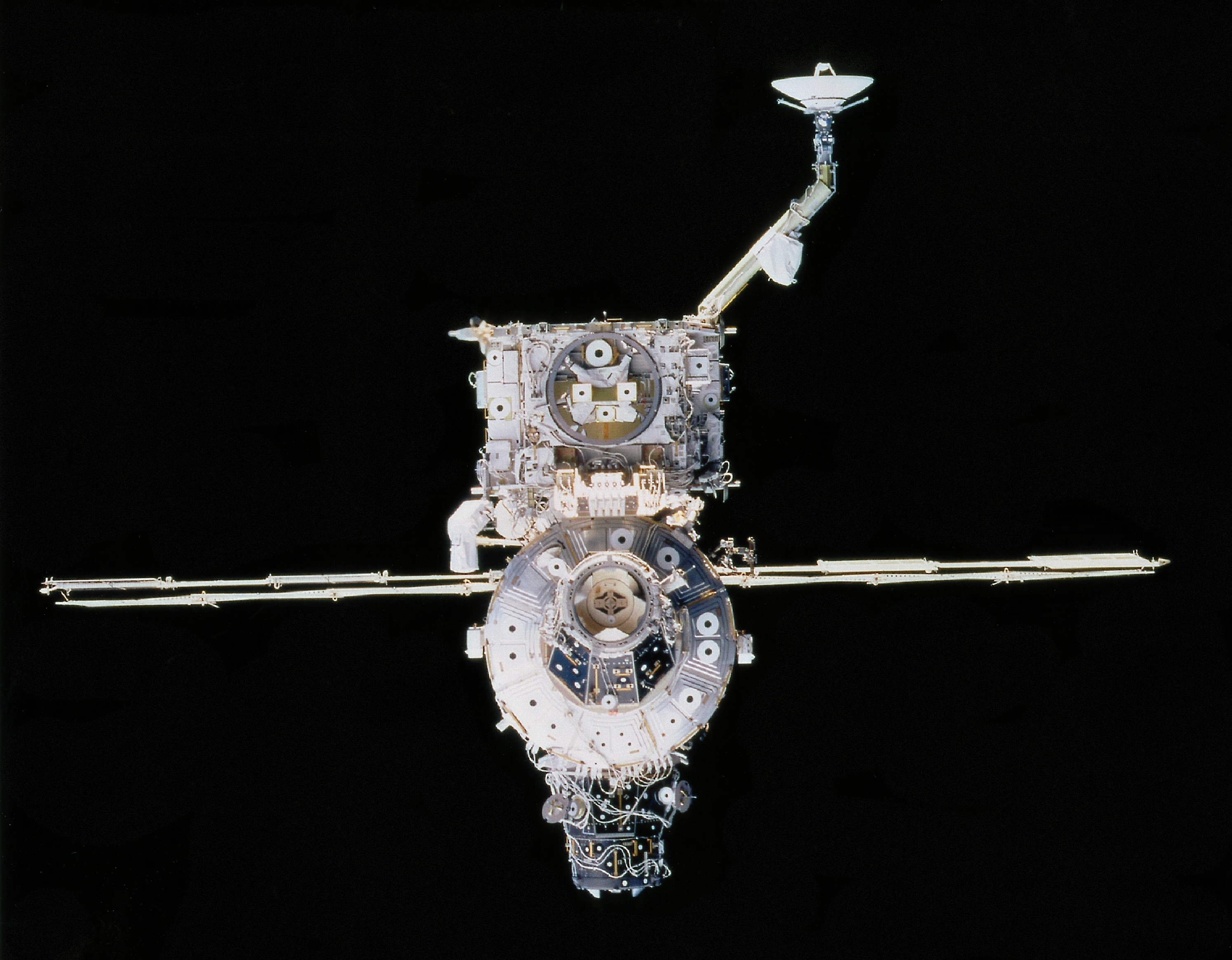
L'estructura Z1 (a dalt) i el mòdul Unity (sota) des de la STS-92 (octubre de 2000)

Elements de l'EEI a data de july de 2021

La primera peça de la carcassa, l'estructura Z1, llançada a bord del STS-92 a l'octubre de 2000 es va fer servir com una posició de suport temporal per l'estructura P6 i el panell solar fins a la seva col·locació al final de l'estructura P5 durant el STS-120. Encara que no era una part de l'estructura principal, l'estructura Z1 va ser la primera de la gelosia permanent de l'EEI, més com una biga, fixant l'etapa per a la futura extensió de les estructures principals o les espines dorsals. Conté l'acoblat del giroscopi de control de moment (CMG), la instal·lació elèctrica, l'equip de comunicacions, i dos contactes de plasma dissenyats per neutralitzar la càrrega d'electricitat estàtica de l'estació espacial. No està pressuritzat, però presenta dos ports d'atracament CBM ( Common Berthing Mechanism) per facilitar la conductivitat i les comunicacions de dades. Un port es fa servir per connectar l'estructura Z1 al port zenital del Unity. L'altre port es fa servir per salvaguardar temporalment el PMA-3. L'octubre de 2007, es va traslladar el P6 a la seva posició final a prop del P5, i ara la carcassa Z1 no es fa servir per connectar cap altre element. Únicament es fa servir per contenir els CMGs, l'equip de comunicacions i els contactes de plasma.

### Estructura S0
L'estructura S0 (també anomenada l'armadura integrada central de muntatge d'estribord número 0) forma la columna vertebral de l'estació espacial. Va ser afegida a la part alta del mòdul laboratori Destiny durant la missió STS-110 l'abril de 2002. El S0 es va usar per dirigir l'energia fins als mòduls pressuritzats de l'estació i als conductes calents lluny dels mòduls a les estructures S1 i P1. L'estructura S0 no està atracada a l'EEI, sinó que està connectada amb quatre puntals MTS (Module to Truss Structure o mòdul a estructura de la carcassa).

### Estructures P1, S1
Les estructures P1 i S1 (també anomenades els marcs de radiadors termals de babord i estribord) estan acoblades a l'estructura S0, i contenen petits vagons per transportar el Canadarm 2 i astronautes als seus llocs de treball al llarg de l'estació espacial. Cadascun fa fluir 290 kg. d'anhidre amònic a través de tres radiadors de reacció de calor. L'estructura S1 va ser llançada amb el STS-112 l'octubre de 2002 i l'estructura P1 va ser llançada amb el STS-113 el novembre de 2002. McDonnell Douglas (ara Boeing) va dirigir el disseny detallat, les proves i la construcció de les estructures S1 i P1 a Huntington Beach, CA. El 1996 es van fabricar les primeres parts de l'estructura, i el 1999 va tenir lloc el lliurament de la primera estructura.

### Estructures P2, S2
Les estructures P2 i S2 es van dissenyar com a llocs per als propulsors de coets segons el disseny original de l'estació espacial Freedom. Des que la part russa de l'estació també proveeix aquesta capacitat, mai més va ser necessari la capacitat d'empenta del disseny de l'estació espacial Freedom en aquesta posició. Així que es van cancel·lar els P2 i S2.

### Acoblament de les estructures P3/P4, S3/S4
L'estructura d'acoblament P3/P4 va ser instal·lada per la missió STS-115 del transbordador espacial Atlantis, llançada el 9 de setembre de 2006, adjuntant el segment P1 a l'estació. Els segments P3 i P4 junts contenien un parell de panells solars, un radiador i una junta de rodament que faria canviar la direcció dels panells solars, i connecta el P3 a P4. En la seva instal·lació, no hi havia subministrament d'energia al llarg de la junta de rodament, així que l'electricitat generada pels panells solars P4 només es feien servir en el segment P4, i no en la resta de l'estació. Després, el desembre de 2006 una revisió a fons de la instal·lació de l'estació, dut a terme per la STS-116, redistribuir aquesta energia a tota la xarxa. L'11 de juny de 2007 es va instal·lar l'estructura S3/S4 (una imatge bessona del P3/P4). Aquesta tasca va ser realitzada pel transbordador espacial Atlantis durant el vol STS-117 (missió 13A) que el va muntar al segment de l'estructura S1.
Els subsistemes principals P3 i S3 inclouen el sistema de fixació segment a segment (SSAS, Segment-to-Segment Attach System), la junta de rodament solar alfa (Sarja, Solar Alpha Rotary Joint), i el sistema de fixació de nau de càrrega despressuritzada (UCCAS, Unpressurized Càrrec Carrier Attach System). Les funció primària del segment de l'estructura P3 són proveir interfícies mecàniques, elèctriques i de dades a les càrregues adjuntes a les dues plataformes UCCAS. Així com l'indexat axial per al rastreig solar, o la rotació dels panells per seguir el sol, via les Sarja. També el moviment i allotjament del lloc de treball per al Transport Mòbil.
L'estructura principal P3/S3 està feta d'estructures d'alumini amb forma hexagonal i inclou quatre mampares i sis travessers. L'estructura S3 també proporciona els llocs d'ancoratge dels EXPRESS Logistics Carrier, els primers a ser llançats i instal·lats van ser al 2009.
Els subsistemes principals dels mòduls fotoelèctrics (PVM, Photovoltaic Modules) inclouen les dues ales de panells solars (SAW, Solar Array Wings), els radiadors fotoelèctrics (PVR, Photovoltaic Radiator), l'estructura d'interfície de la junta alfa (AJIS, Alpha Joint Interface Structure), i el sistema modificat Rocketdyne de fixació de l'estructura (MRTAS, Modified Rocketdyne Truss Attachment System), i el cardan de muntatge beta (BGA, Beta Gimbal Assembly).

### Estructures P5, S5
Les estructures P5 i S5 són connectors sobre els quals es basen les estructures P6 i S6, respectivament. La longitud d'acoblament de les estructures P3/P4 i S3/S4 estava limitada per la capacitat de la badia de càrrega del transbordador espacial, així que es necessiten aquests petits connectors per estendre l'estructura. L'estructura P5 va ser instal·lada el 12 de desembre de 2006 durant la primera EVA de la missió del transbordador espacial STS-116. L'estructura S5 va ser transportada a òrbita per la missió STS-118 i instal·lada l'11 d'agost de 2007.

### Estructures P6, S6
L'estructura va ser el segon segment a ser afegit, perquè contenia una gran ala de panell solar (SAW, Solar Array Wing) que generava l'energia essencial per a l'estació, abans de l'activació del SAW a l'estructura P4. Inicialment es va muntar sobre l'estructura Z1 i tenia els seus Sawsan estesos durant la missió STS-97, però després va ser plegat a la meitat, per fer lloc als Sawsan de les estructures P4 i S4, durant la STS- 116 i la STS-117 respectivament. La missió de transbordador STS-120 (missió d'acoblament 10A) va separar l'estructura P6 del Z1, instal·lant a l'estructura P5, desplegant els seus panells radiadors i intentant desplegar les seves Sawsan. Un SAW (el 2B) va poder ser desplegat satisfactòriament però el segon SAW (el 4B) va desenvolupar un estrip significant que va aturar temporalment el desplegament quan estava a un 80% de ser completat. Posteriorment això va ser solucionat i llavors el panell va completar el desplegament. Una missió d'acoblament posterior (la STS-119) va muntar l'estructura S6 sobre l'S5 i subministrar un quart i últim conjunt de panells i radiadors solars.

### Galeria d'estructures

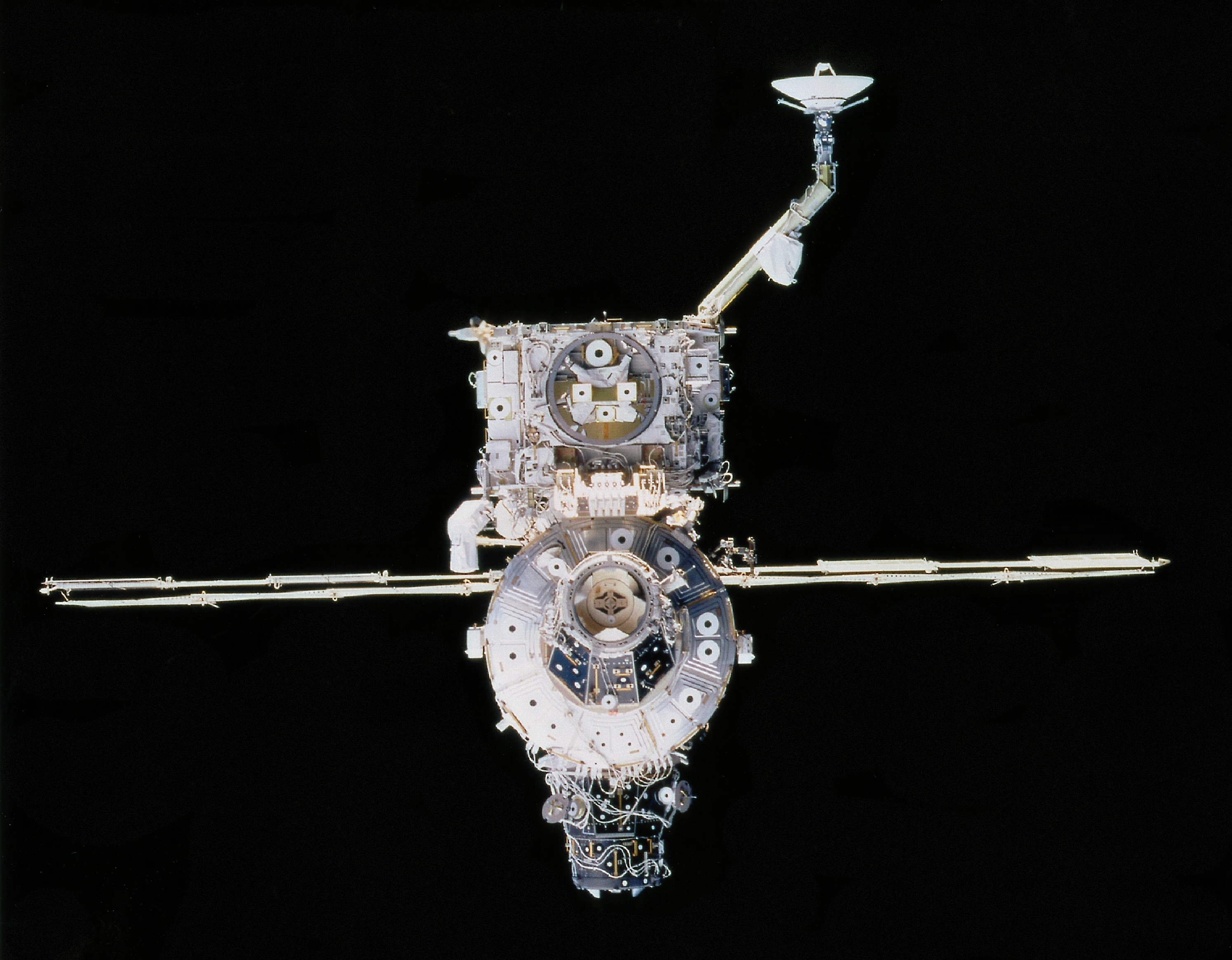
Estructura Z1 (a dalt) i el Mòdul Unity (a sota) des del STS-92 l'octubre de 2000
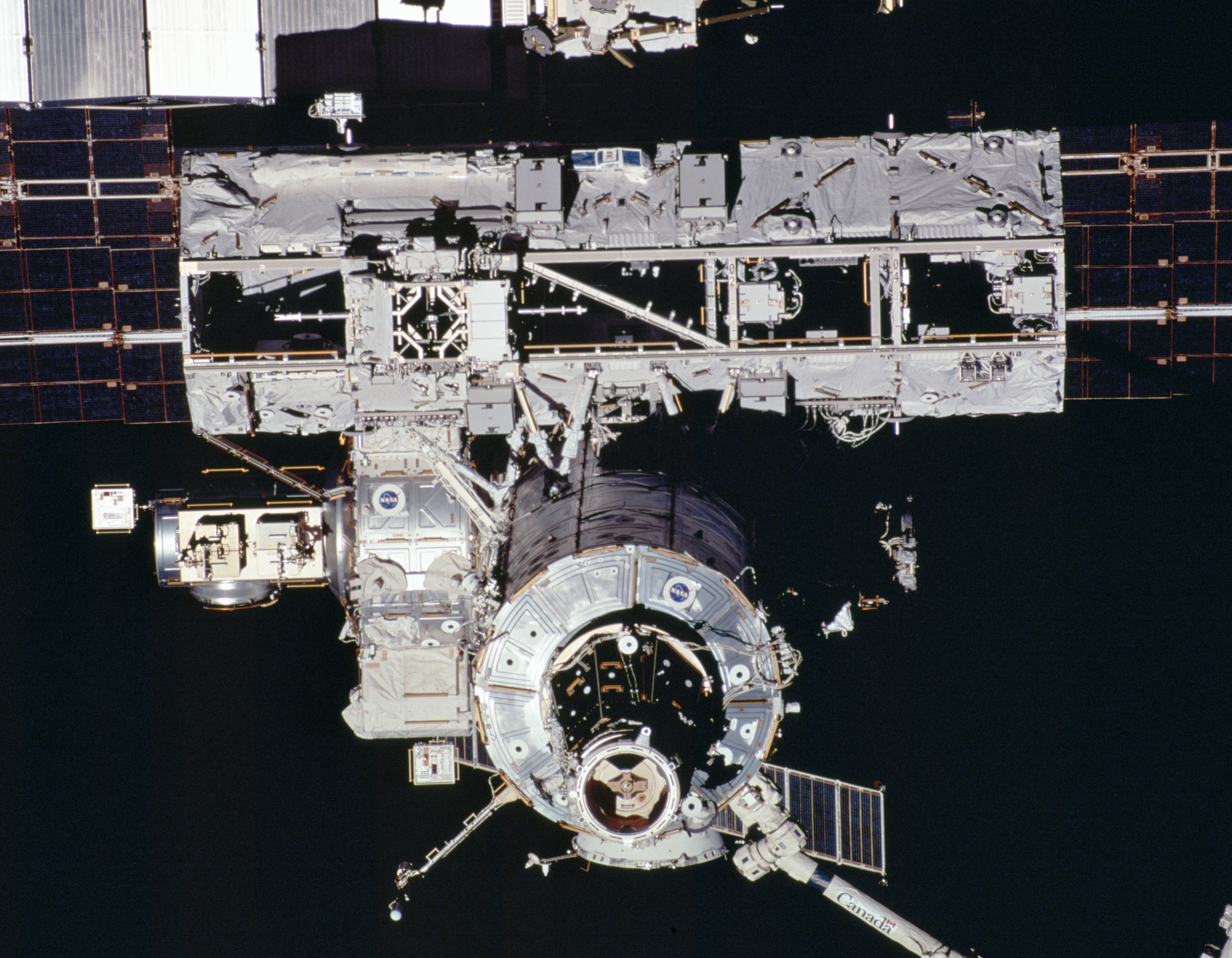
L'estructura S0 (a dalt) des del STS-110 el 17 d'abril de 2002
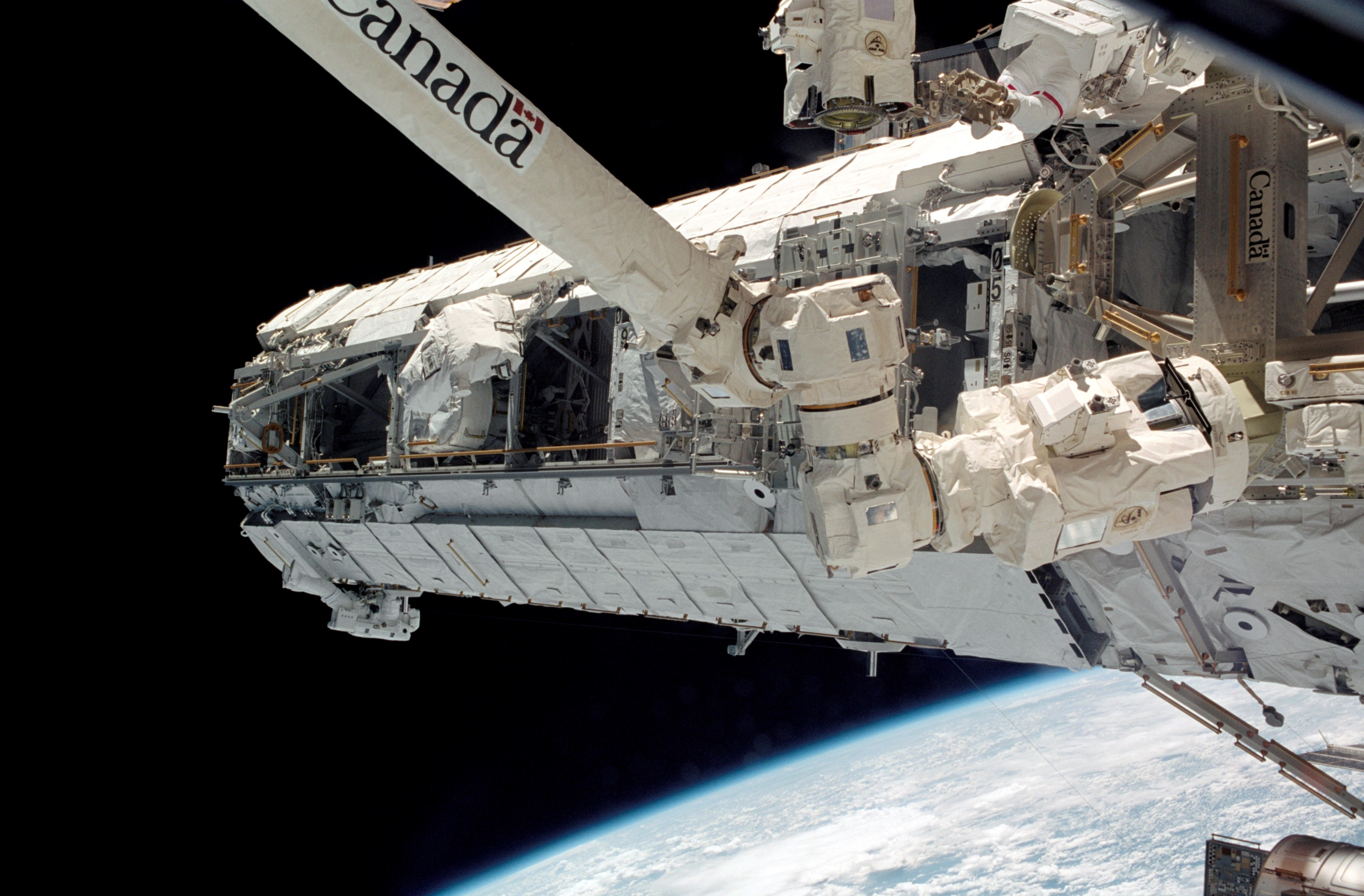
L'estructura S1 de l'EEI sent instal·lada en el STS-112 el 10 d'octubre de 2002
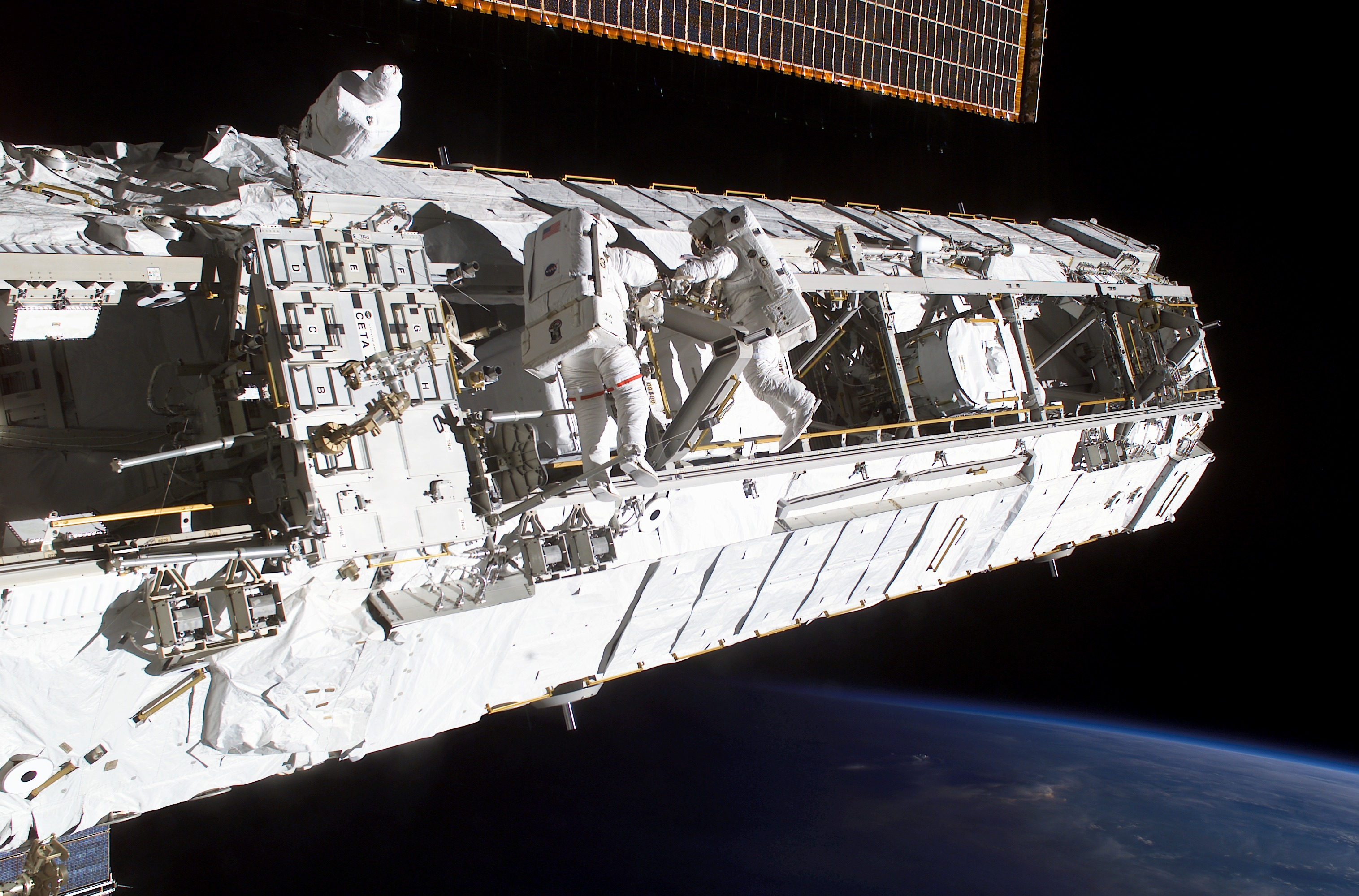
L'estructura P1 de l'EEI sent instal·lada en el STS-113 el 28 de novembre de 2002
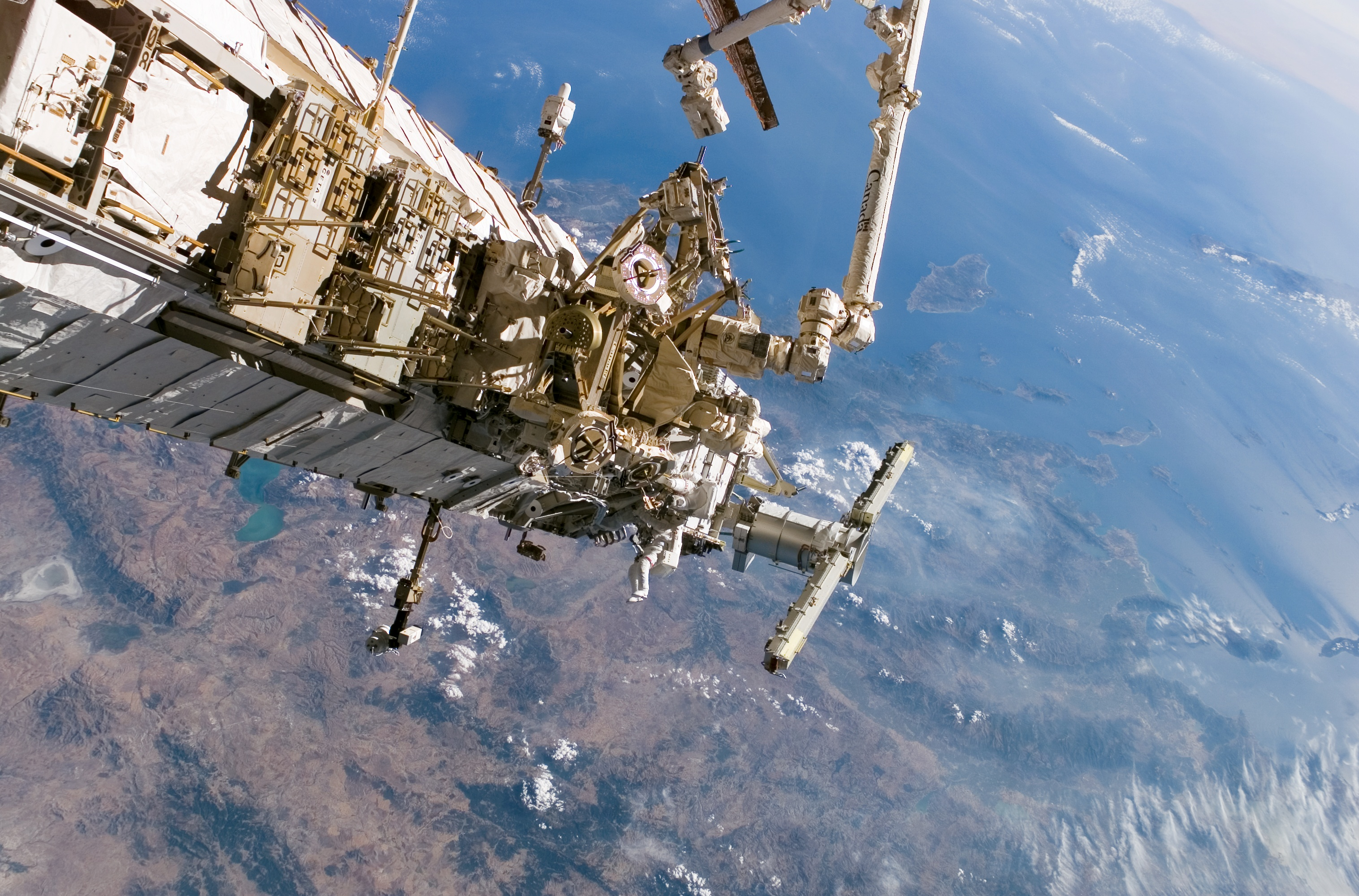
Les estructures de muntatge P3/P4 sent instal·lades durant el STS-115 el 13 de setembre de 2006. Els astronautes donen escala a la imatge.
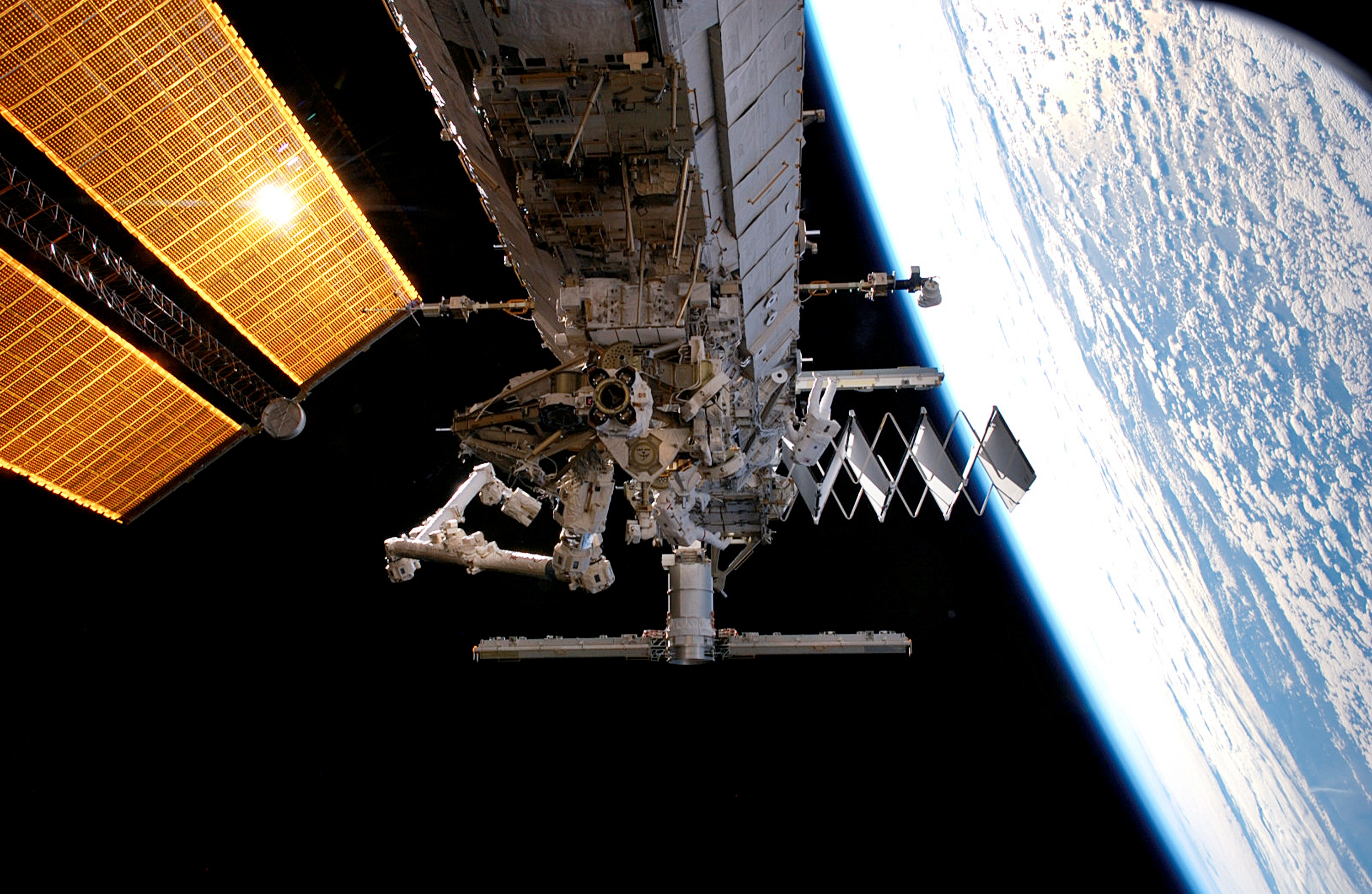
La nova estructura de muntatge S3/S4 durant la primera EVA de la missió STS-117 l'11 de juny de 2007.
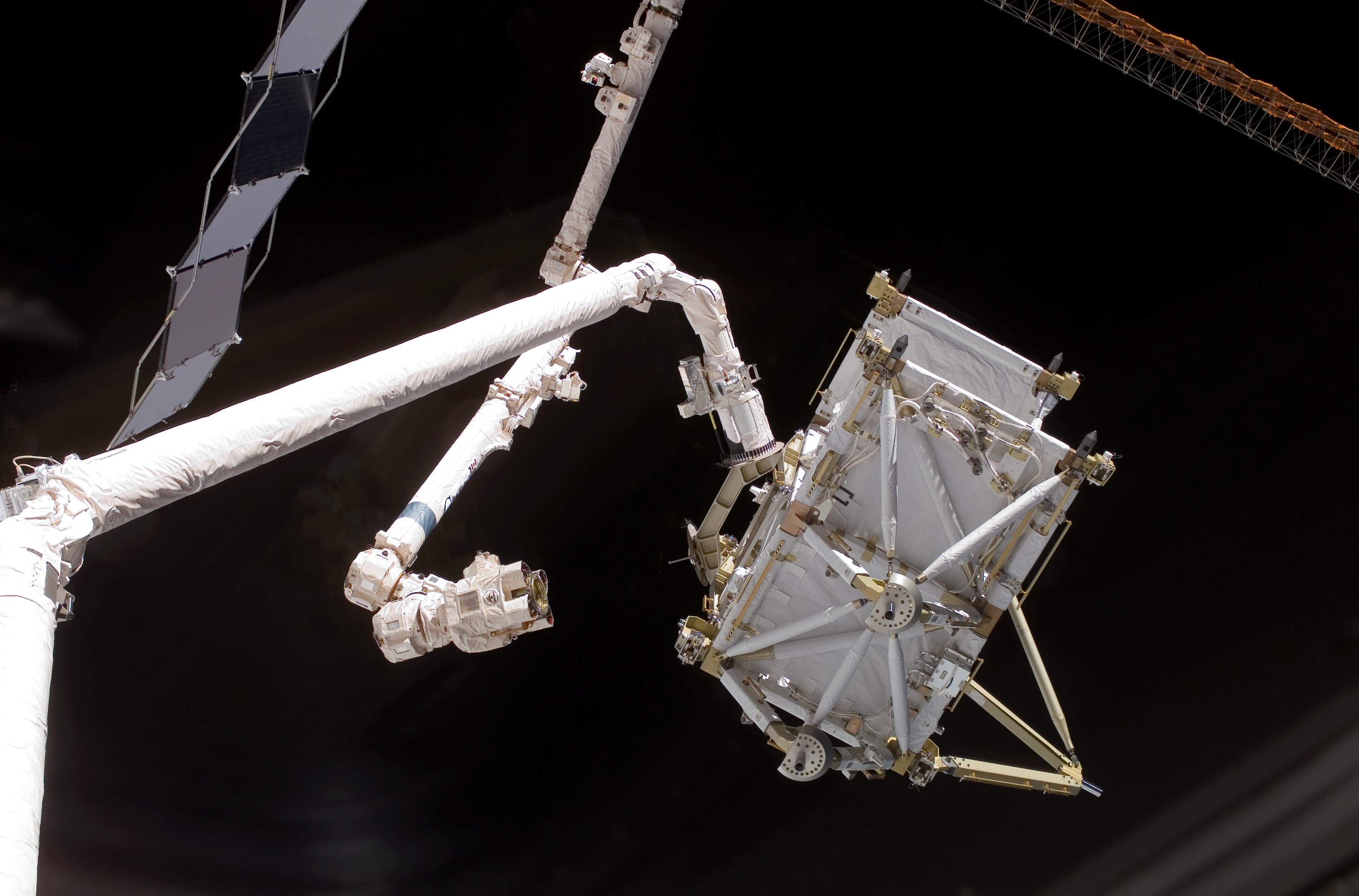
El braç robòtic Canadarm-1 del transbordador espacial Discovery passa la secció de l'estructura P5 al Canadarm-2 de l'Estació Espacial Internacional durant la missió STS-116 el desembre de 2006.
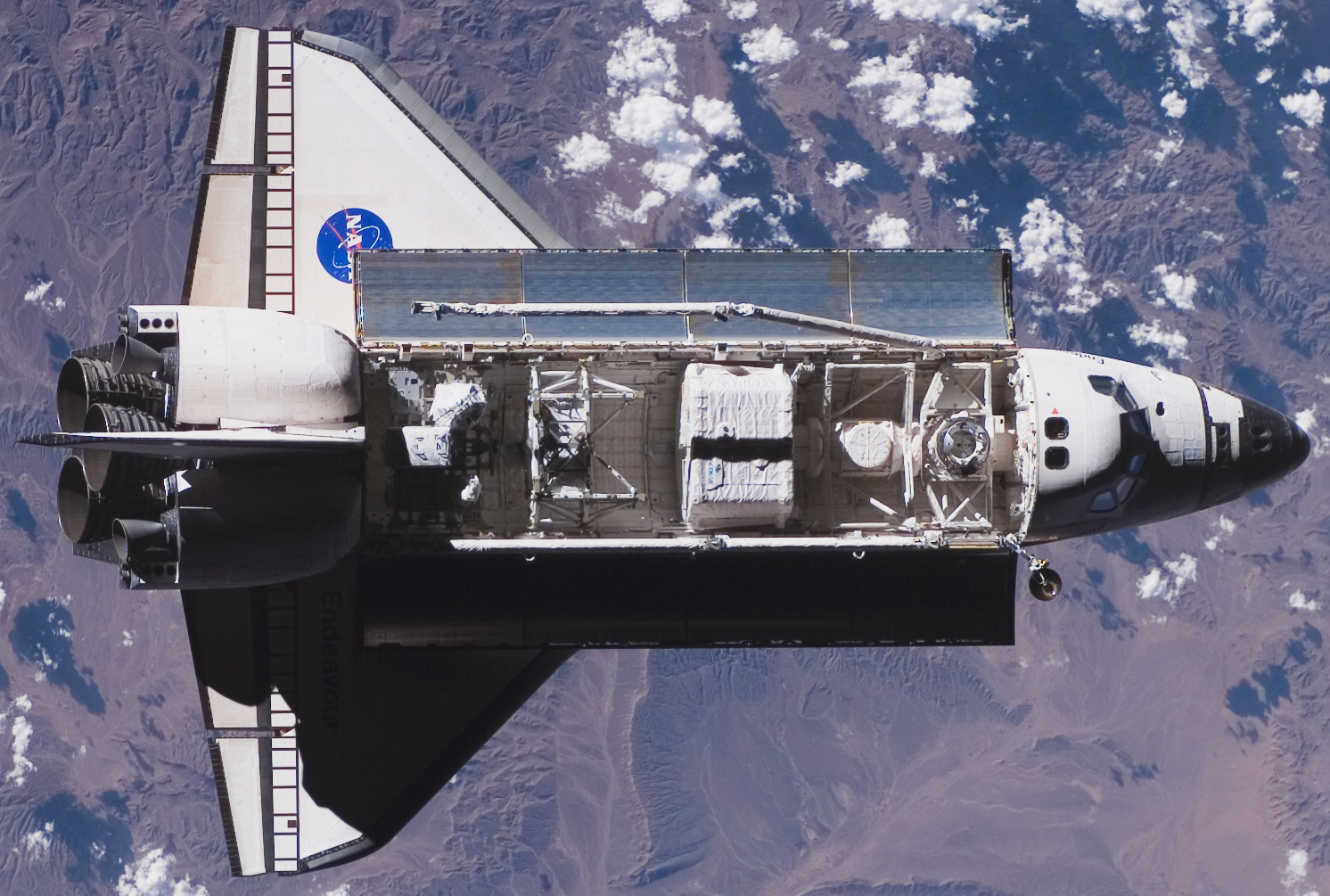
El transbordador espacial Endeavour s'apropa a l'Estació Espacial Internacional durant la missió STS-118 amb la secció de l'estructura S5 preparada per ser instal·lada.

## Subsistemes de l'estructura

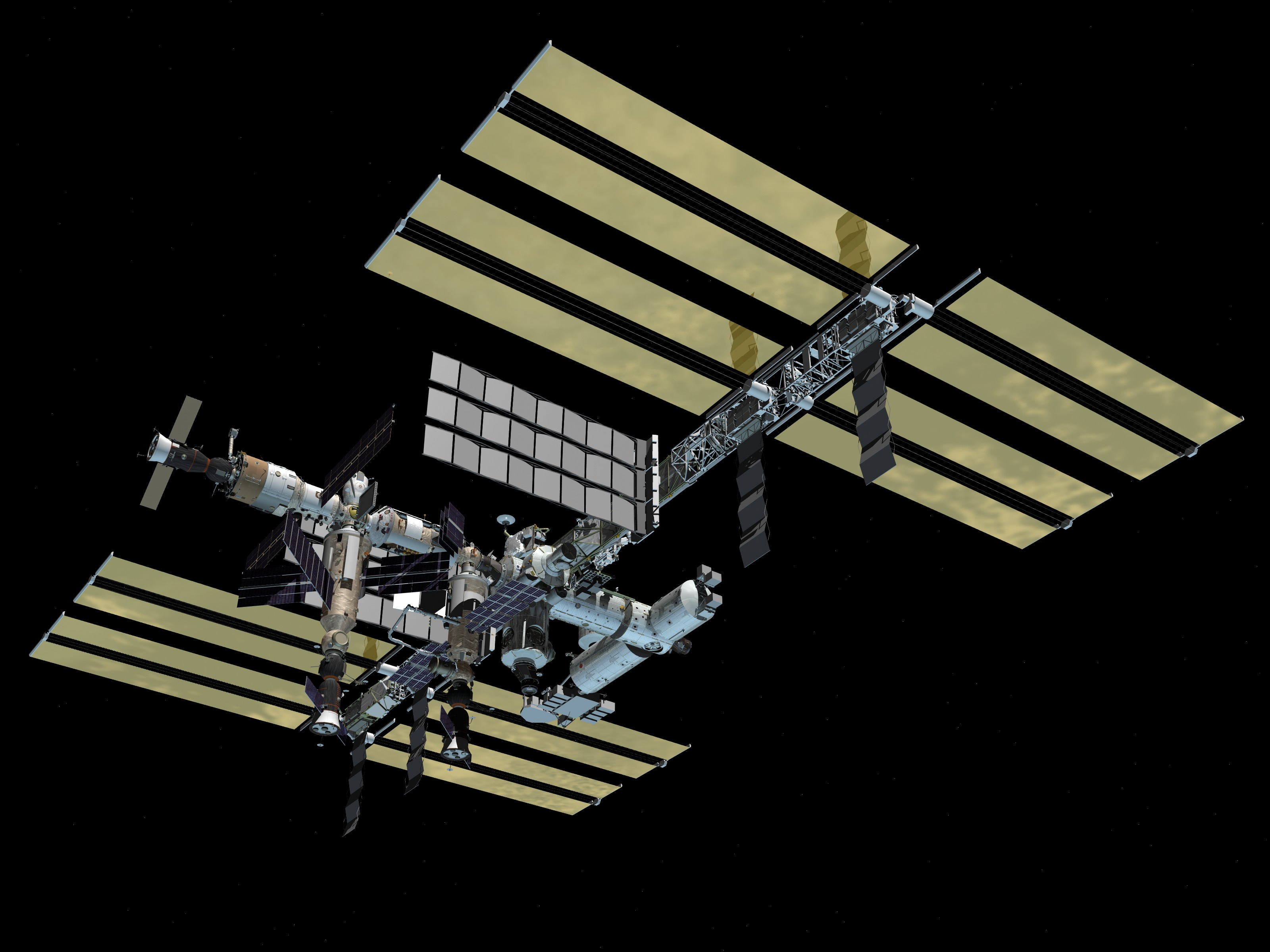
Model generat per ordinador de l'estació un cop completa com estava planejada (a data de juny de 2006)
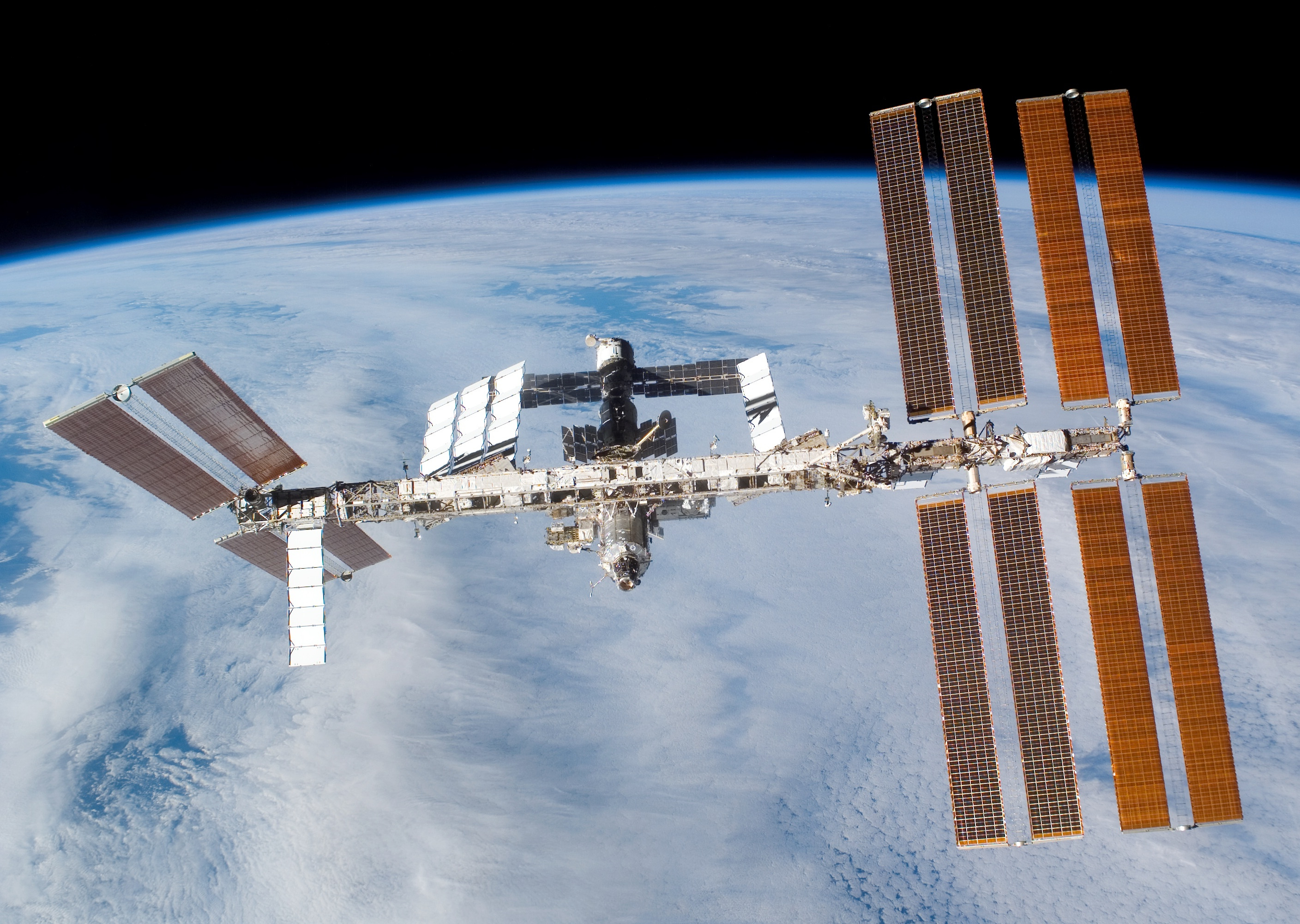
L'Estació Espacial Internacional el 5 de novembre de 2007 després de la col·locació de l'acoblament de l'estructura P6 (al fons a la dreta) per la missió STS-120
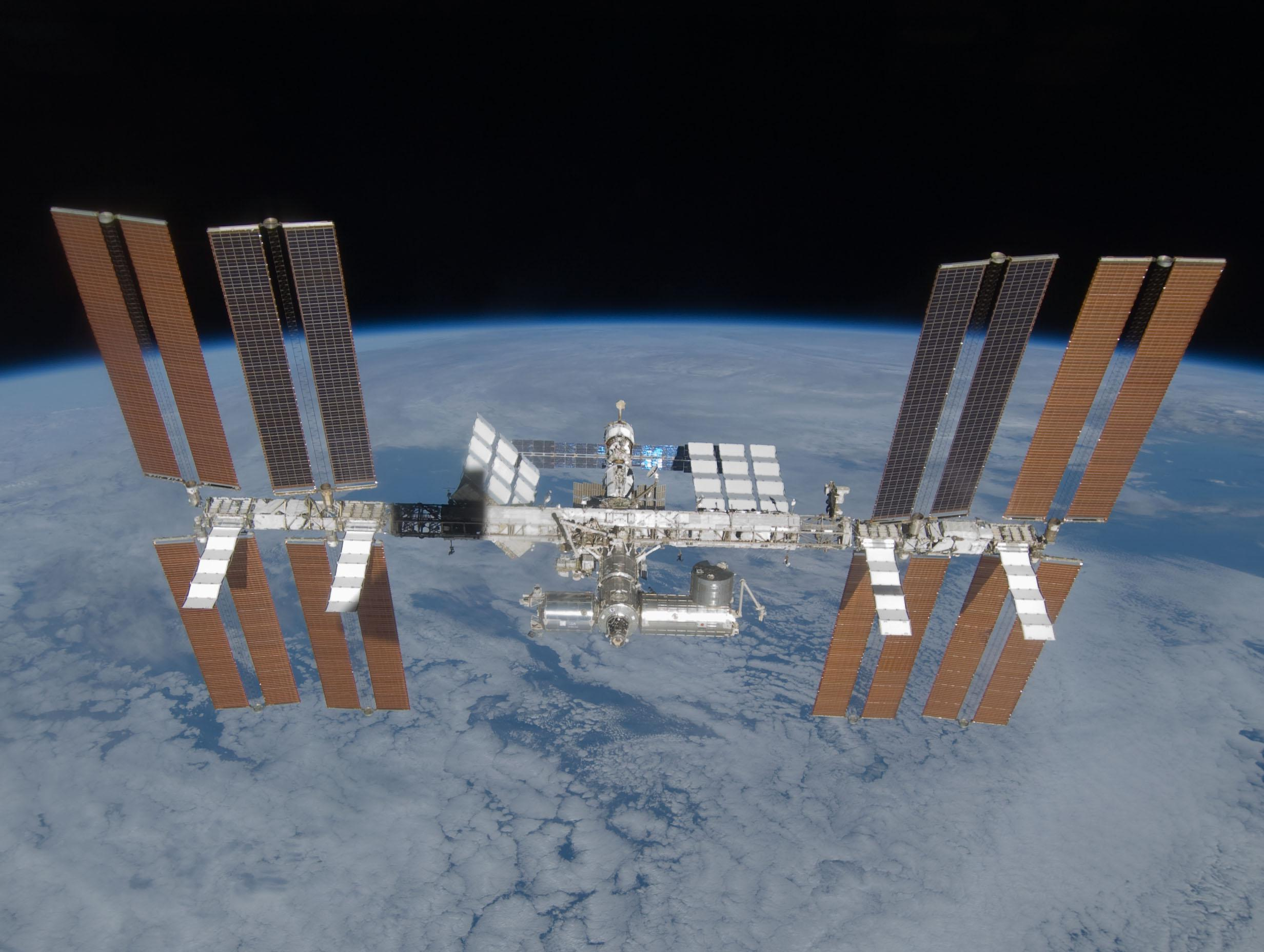
L'estació espacial, que mostra el muntatge completat de l'estructura (a partir de març de 2009)

### Panells solars
La font d'energia principal de l'Estació Espacial Internacional són els quatre grans panells solars, fabricats als EUA, de l'estació, de vegades referides com les ales del panell solar o SAW (Solar Array Wings). El primer parell de panells van ser afegits al segment de l'estructura P6, que havia estat llançada i instal·lada sobre el Z1 a finals del 2000 durant la STS-97. El segment P6 va ser recol·locat en la seva posició final, cargolat al segment de l'estructura P5, el novembre de 2007 durant la STS-120. El segon parell de panells va ser llançat i instal·lat el setembre de 2006 durant la STS-115, encara que no va subministrar electricitat fins al STS-116 el desembre de 2006 quan es va renovar la instal·lació elèctrica de l'estació. Durant la STS-117, el juny de 2007, es va instal·lar un tercer parell de panells. El març de 2009 va arribar l'últim parell de panells amb la missió STS-119. L'estació hauria tingut disponible més potència solar mitjançant la Science Power Platform de fabricació russa, però va ser cancel·lada.
Cadascuna de les ales dels panells solars tenen 34 m de longitud per 12 m d'amplada, i són capaços de generar prop de 32,8 kW de CC. Estan dividides en dues capes fotoelèctriques, amb el pal de desplegament al mig. Cada capa té 16.400 cèl·lules fotoelèctriques de silici, agrupades en 82 panells actius. Cadascun consta de 200 cèl·lules, i cada cèl·lula mesura 8 cm  2  i té 4.100 díodes.

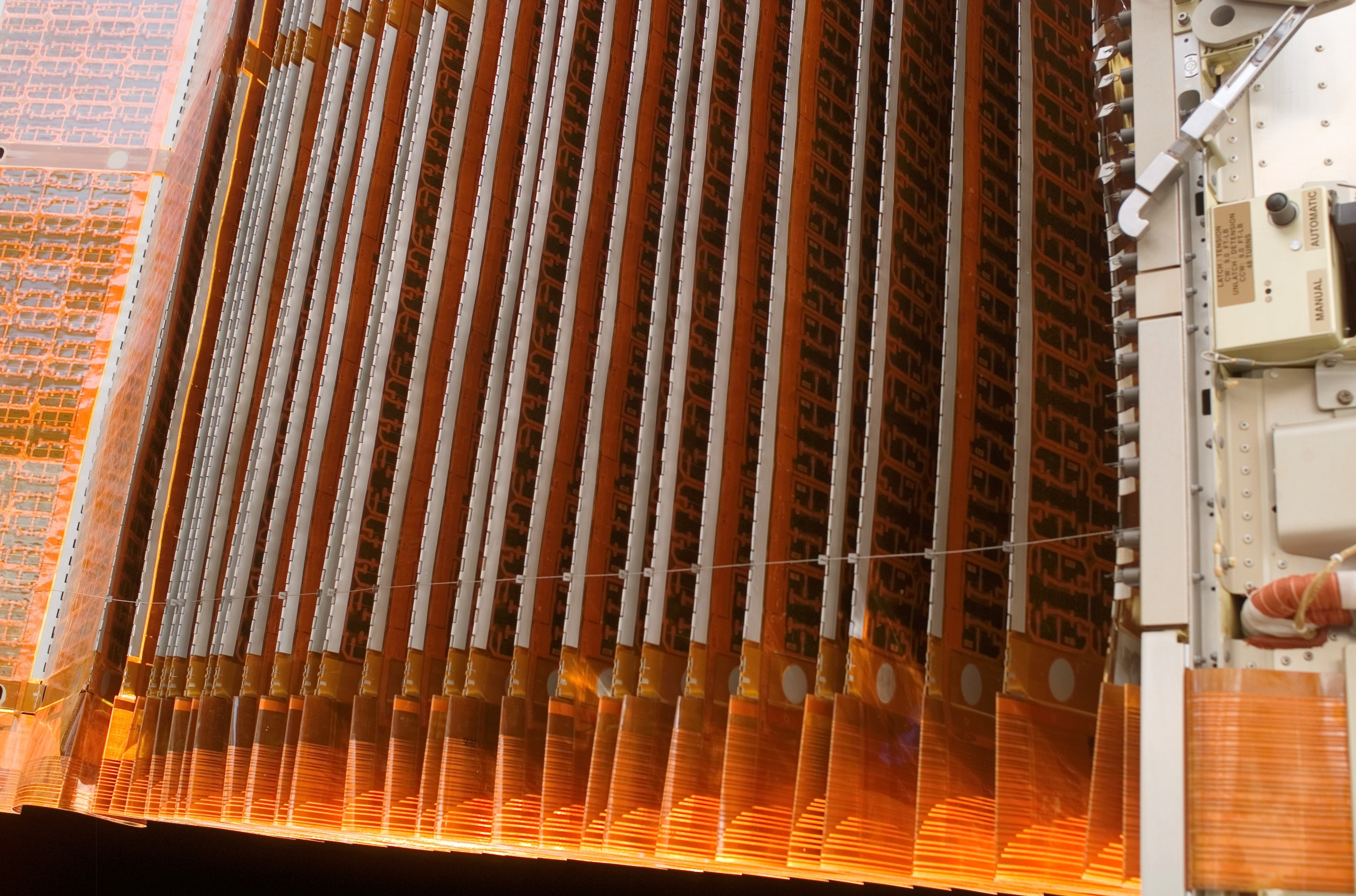
Vista en primer pla del panell solar plegat com un acordió.

Cada parell de capes queda plegat com un acordió quan és transportat a l'espai. Un cop en òrbita, el pal de desplegament situat entre cada parell de capes desenrotlla el panell fins que arriba a la seva longitud total. Els gimbals, coneguts com els Beta Gimbal Assembly (BGA) s'usen per rotar els panells perquè la seva cara apunti al sol i així proporcionar la màxima potència a l'Estació Espacial.

### Junta de Rodament Solar Alfa
La junta alfa és la principal articulació que permet als panells solars seguir la llum del sol, en operacions normals la junta alfa gira 360° durant cada òrbita (però, vegeu també Night Glider model). Una junta de rodament solar alfa (Sarja) està situada entre els segments de l'estructura P3 i P4 i l'altra està situada entre els segments de les estructures S3 i S4. Quan s'està desenvolupant una operació, aquestes juntes roten contínuament per mantenir les ales del panell solar en els segments de l'estructura motoritzats orientats cap al sol. Cada Sarja té 10 peus (3,048 m) de diàmetre, pesa aproximadament 2.500 lliures (1,13 tones) i pot girar contínuament usant Bearing assemblies i un sistema de servomotors. Tant a la banda de babord com el d'estribord, tota la potència viatja a través de la Utility Transfer Assembly (UTA) de la Sarja. Els Roll ring assemblies permeten la transmissió de dades i energia al llarg de la interfície de rotació de manera que mai s'ha de desenrotllar. Lockheed Martin i els seus subcontractistes van dissenyar, construir i provar la Sarja.
El 2007, un problema es va detectar a la Sarja d'estribord. Els danys havien passat a causa del prematur desgast excessiu del mecanisme de la junta. La Sarja va ser congelada durant el diagnòstic del problema, i el 2008 es va aplicar lubricació a la pita per corregir el problema.

### Emmagatzematge i restriccions de l'energia
La unitat de derivació seqüencial o SSU, de l'anglès Sequential Shunt Unit, regula l'energia solar recollida durant els període d'insolació, quan el sol és visible des de l'estació. Hi ha una seqüència de 82 fils distingibles, o línies d'abastament d'energia, que es dirigeixen des dels panells solars fins a la unitat SSU. Derivant, o controlant, la sortida de cada fil s'aconsegueix regular la quantitat d'energia transferida. Un ordinador local situat al IEA (Integrated Equipment Assembly) controla el regulador de voltatge i normalment està fixat a 140 volts. La SSU té un sistema de protecció contra pujades de voltatge superiors als 200 Vcc per a totes les condicions operatives. Aquesta potència es porta a través del BMRRM fins al DCSU situat al IEA. La SSU mesura 82 cm per 50 cm per 30 cm i pesa 84 quilograms.
El sistema d'emmagatzematge de l'energia consisteix en una unitat BCDU (unitat de bateries de càrrega i descàrrega) i dos piles d'acoblament de níquel i hidrogen.
La BCDU té una doble funció, d'una banda carrega les bateries durant els períodes de major intensitat solar i de l'altra proveeix l'energia de les bateries als busos d'energia primaris (a través del DCSU) durant els períodes d'el·lipse. La BCDU té una capacitat de càrrega de 8,4 kW i una capacitat de descàrrega de 6,6 kW. A més, la BCDU inclou també subministrament per a la supervisió de l'estat de les bateries i protecció davant possibles errors en els circuits. El control de la unitat BCDU el realitza l'ordinador de l'IEA.
Cada bateria consisteix en 38 lleugeres cèl·lules de níquel i hidrogen i l'equip elèctric i mecànic associat. Cadascuna té una capacitat reconeguda de 81 Ah i 4 kWh. Aquesta energia alimenta l'EEI a través de la BCDU i el DCSU respectivament. Les bateries estan dissenyades per a 6,5 anys i poden superar els 38.000 CILCO de càrrega i descàrrega amb un 35% d'intensitat de descàrrega. Cada bateria té una mida 1 m per 91 cm per 46 cm i pesa 170 quilograms.

## Seqüència d'acoblament de les estructures i els panells solars
Tots els segments de la carcassa estan en òrbita:

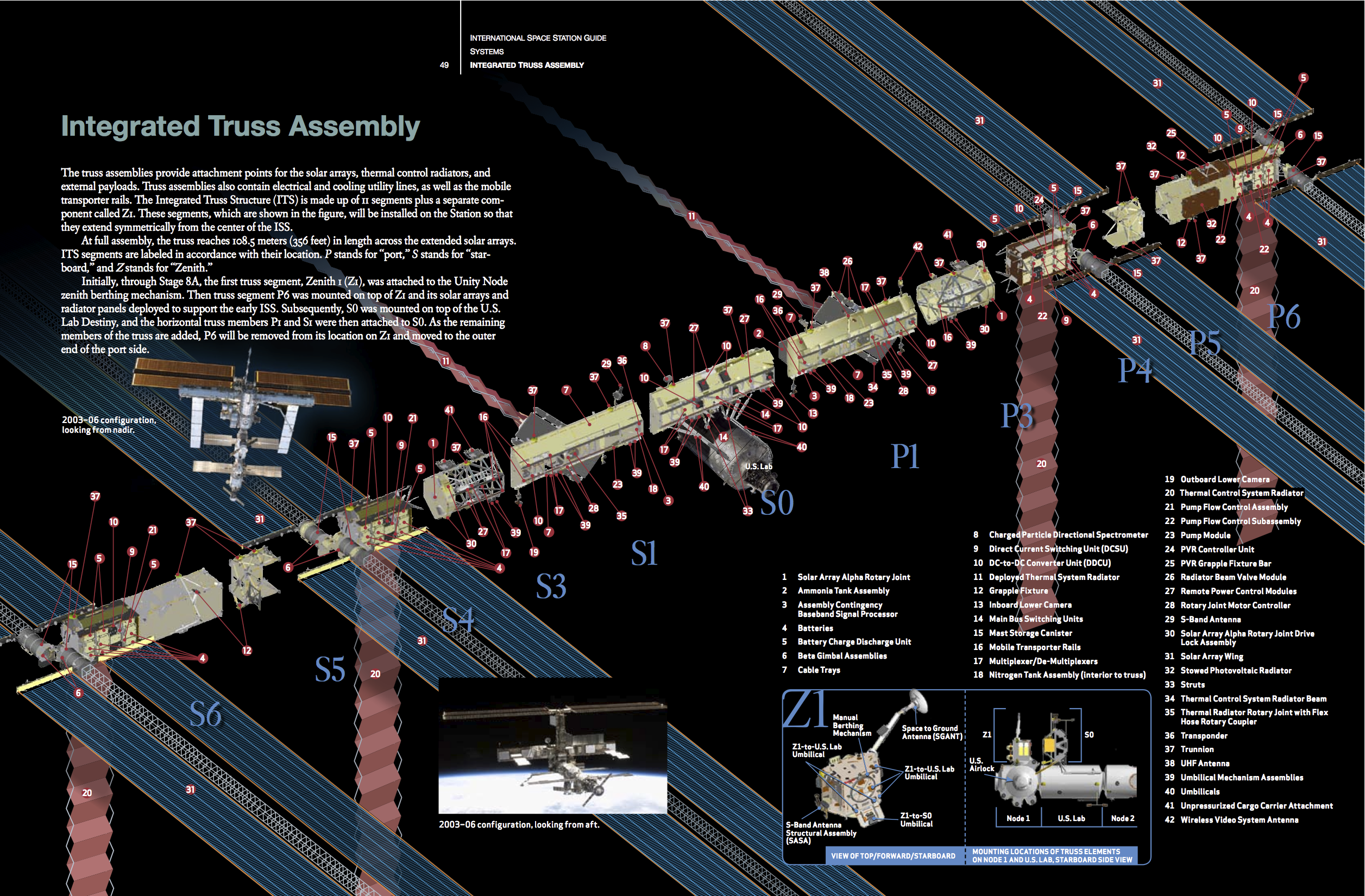
Components de l'estructura de carcassa de l'EEI

| Element                                      | Vol             | Data del llançament    | Longitud (m) | Diàmetre (m) | Massa (kg) |
| -------------------------------------------- | --------------- | ---------------------- | ------------ | ------------ | ---------- |
| Estructura Z1                                | 3A - STS-92     | 11 d'octubre de 2000   | 4,9          | 4,2          | 8.755      |
| Estructura P6 - panell solar                 | 4A - STS-97     | 30 de novembre de 2000 | 73,2         | 10,7         | 15.824     |
| Estructura S0                                | 8A - STS-110    | 8 d'abril de 2002      | 13,4         | 4,6          | 13.971     |
| Estructura S1                                | 9A - STS-112    | 7 d'octubre de 2002    | 13,7         | 4,6          | 14.124     |
| Estructura P1                                | 11A - STS-113   | 23 de novembre de 2002 | 13,7         | 4,6          | 14.003     |
| Estructura P3/P4 - panell solar              | 12A - STS-115   | 9 de setembre de 2006  | 13,8         | 4,8          | 15.824     |
| Estructura P5 - separador                    | 12A.1 - STS-116 | 9 de desembre de 2006  | 3,37         | 4,55         | 1.864      |
| Estructura S3/S4 - panell solar              | 13A - STS-117   | 8 de juny de 2007      | 73,2         | 10,7         | 15.824     |
| Estructura S5 - separador                    | 13A.1 - STS-118 | 8 d'agost de 2007      | 3,37         | 4,55         | 1.818      |
| Estructura P6 - panell solar (recol·locació) | 10A - STS-120   | 23 d'octubre de 2007   | 73,2         | 10,7         | 15.824     |
| Estructura S6 - panell solar                 | 15A - STS-119   | 15 de març de 2009     | 73,2         | 10,7         | 15.824     |

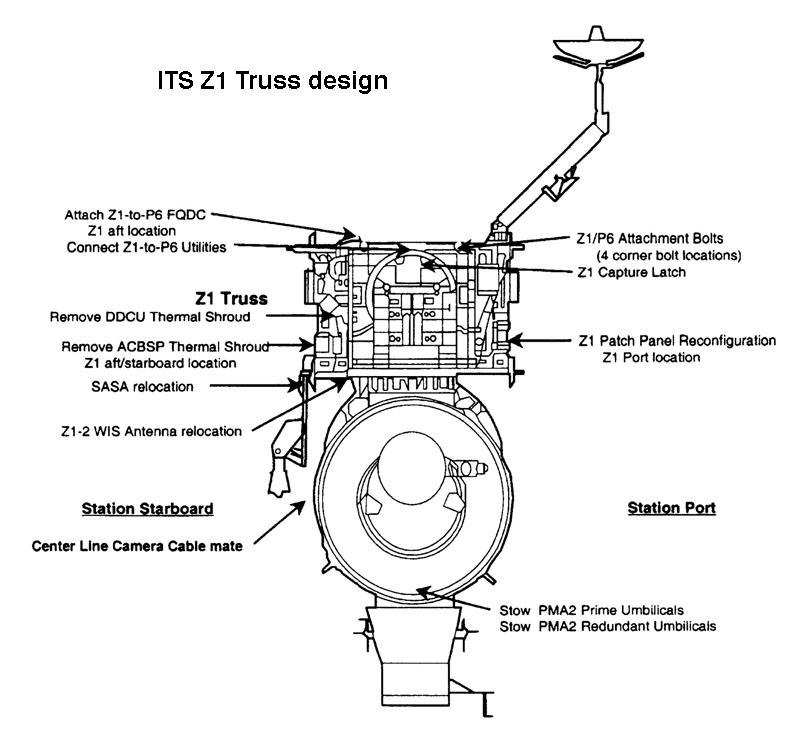
Disseny del Z1
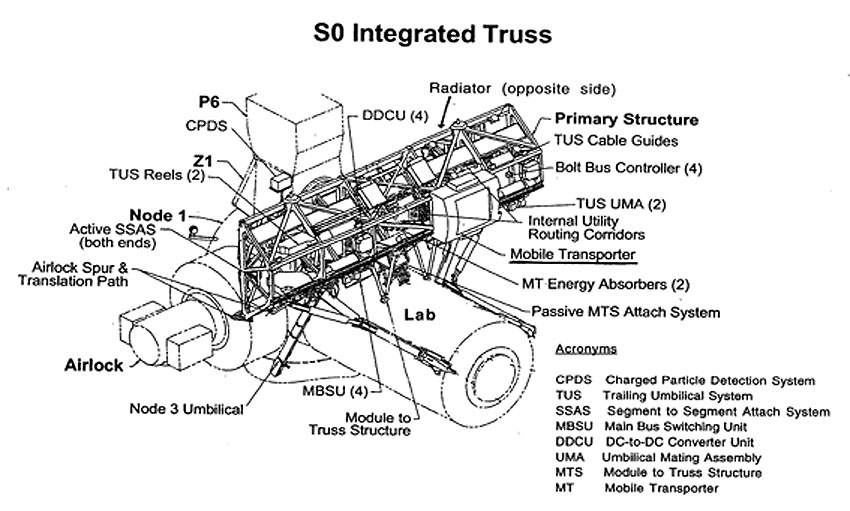
Disseny del S0
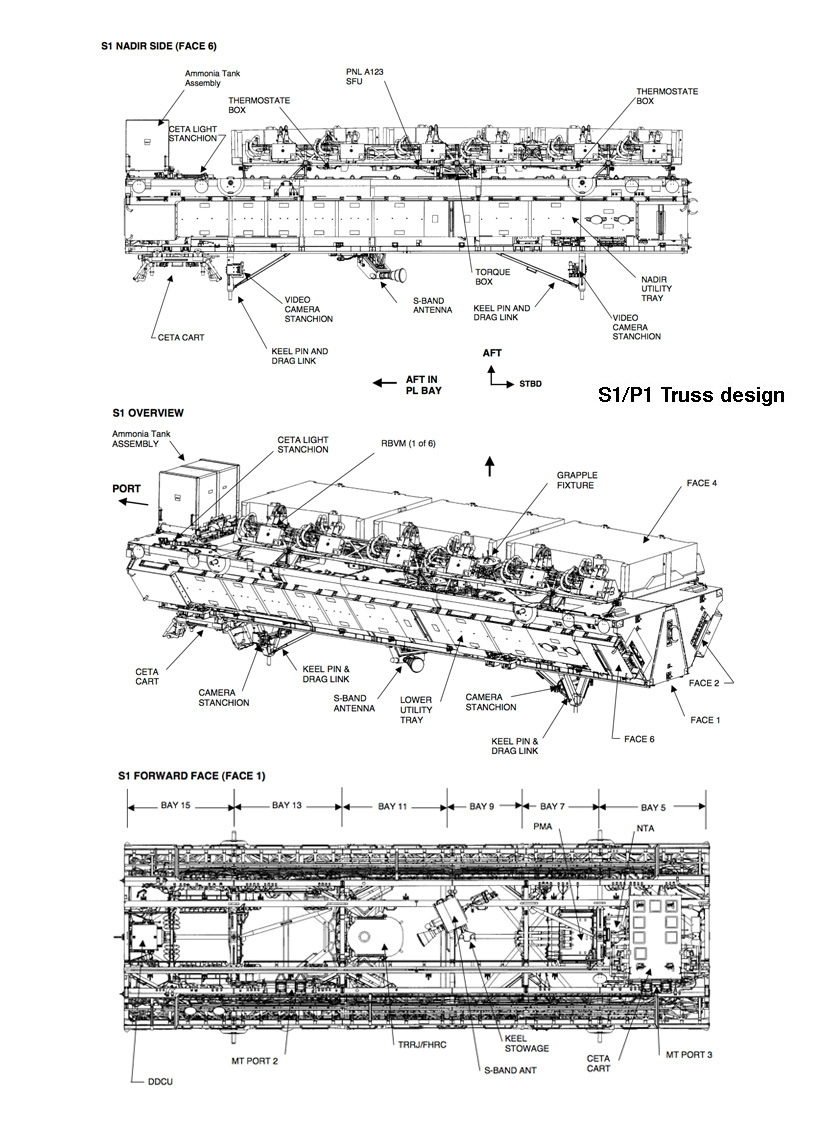
Disseny del P1 / S1
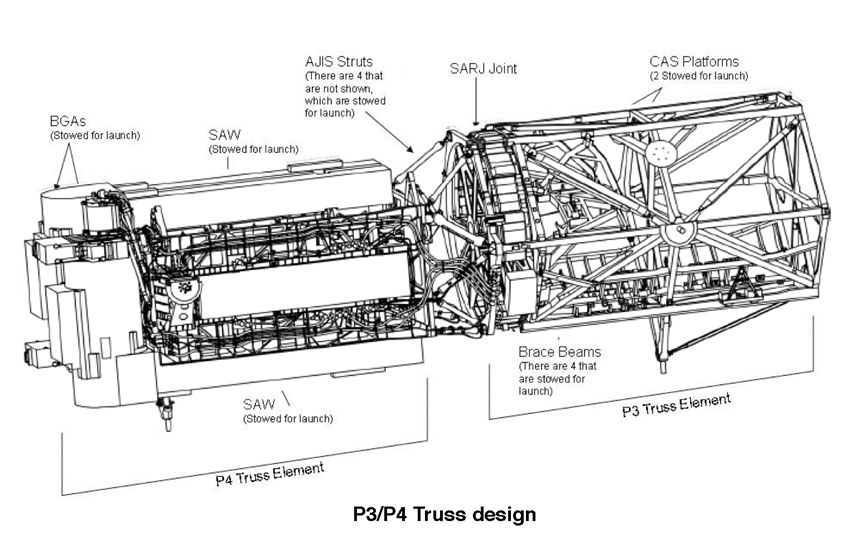
Disseny del P3/4 / S3/4
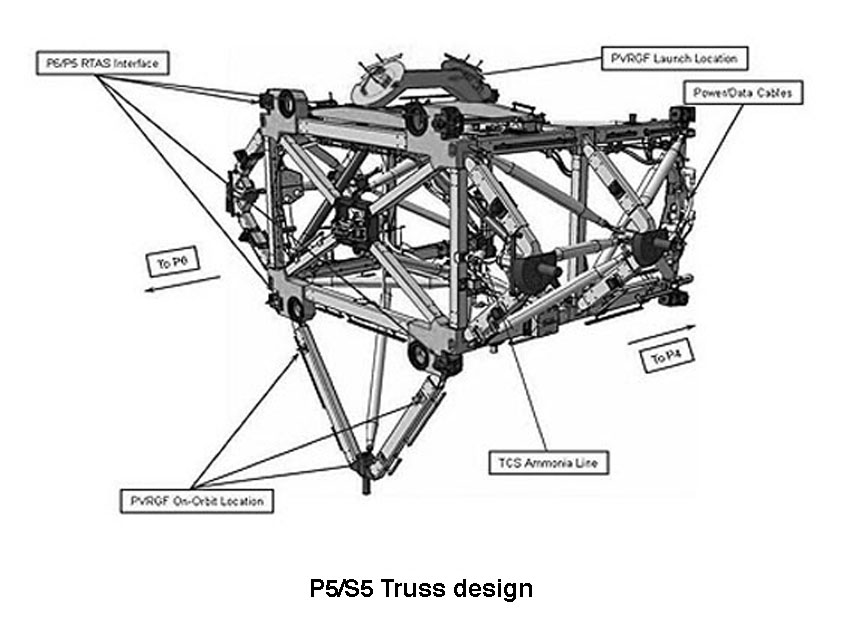
Disseny del P5 / S5
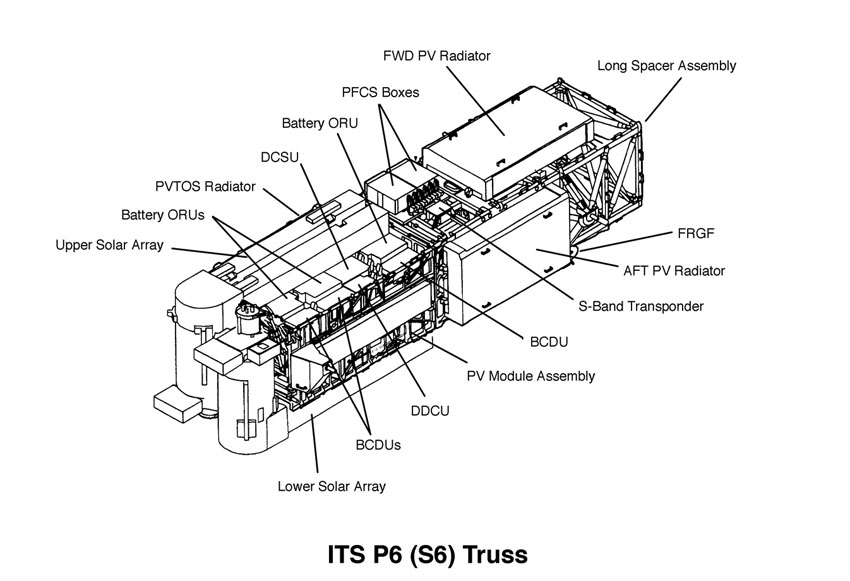
Disseny del P6 / S6